# Gefängnis Stara Gradiška

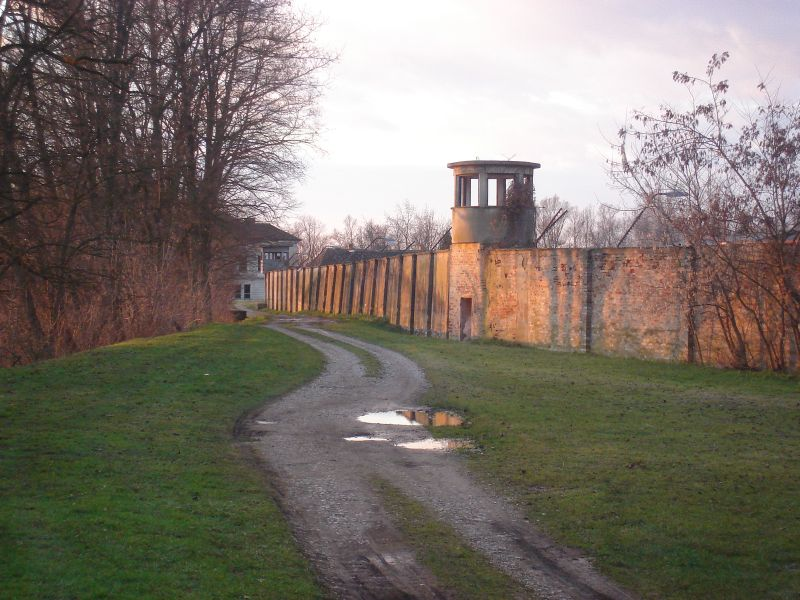
Gefängnis Stara Gradiška (2007)

Das Gefängnis Stara Gradiška war ein Gefängnis und Zuchthaus in der gleichnamigen Stadt in Kroatien. Die Strafanstalt an der Save bzw. ihre Nachfolge- und Vorgängereinrichtungen bestanden von 1799 bis 1993.

## Geschichte
Das Gefängnis wurde zur Zeit der Habsburgermonarchie im Jahr 1799 errichtet.

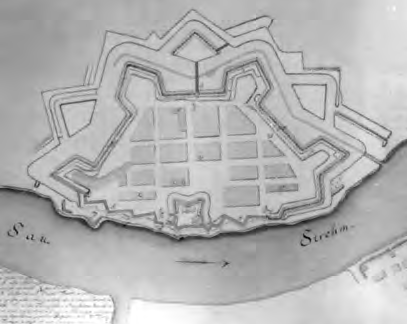
Festung Stara Gradiška an der Save (1750)

Während des Zweiten Weltkriegs wurde die Strafanstalt vom faschistischen Ustascha-Regime als KZ Stara Gradiška genutzt und gehörte zum Lagerkomplex des KZ Jasenovac.

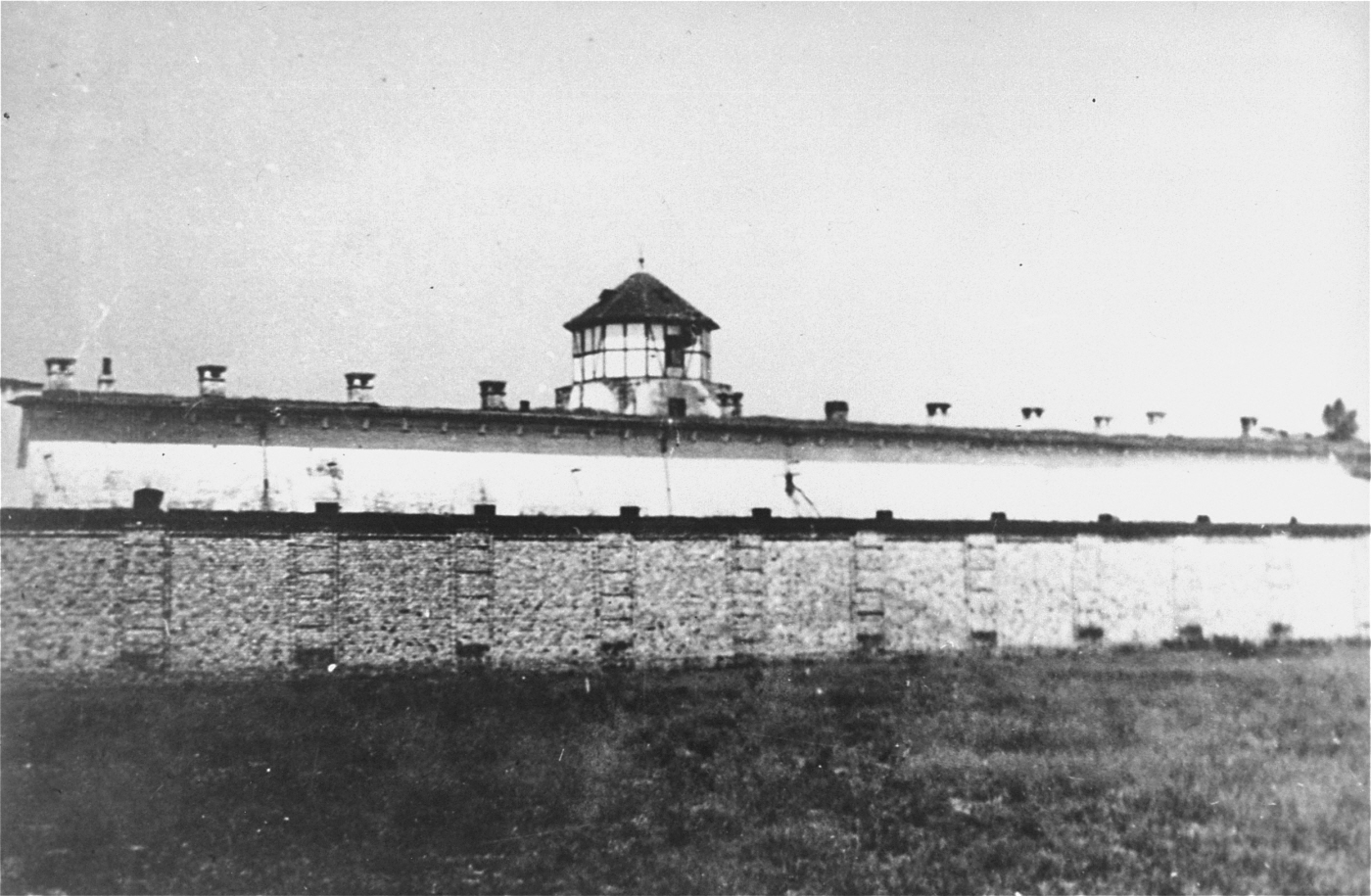
Das Gefängnis während der Nutzung als KZ (1942)

Nach dem Krieg wurde das Gefängnis vom kommunistischen Regime Jugoslawiens genutzt und diente von 1945 bis in die späten 1980er auch für die Inhaftierung von politischen Gefangenen, besonders nach dem Ende des Kroatischen Frühlings.
Die Strafanstalt wurde im Jahr 1990 von der gerade unabhängig gewordenen Republik Kroatien geschlossen, offiziell angeordnet für Februar 1991.
Während des Kroatien- und Bosnienkrieges wurde das Gefängnis von der Republik Serbische Krajina wiedereröffnet, ein international nicht anerkanntes De-facto-Regime, das von 1991 bis 1995 etwa ein Drittel des kroatischen Staatsgebietes kontrollierte. Von Oktober 1991 bis Juli 1993 wurde das Gefängnis von serbischen Kräften als Internierungslager betrieben, um vor allem Kroaten aus Kroatien und Bosnien dort zu inhaftieren.
Die Gemeinde Stara Gradiška plant ein Gefängnismuseum einzurichten. Die Katholische Kirche in Kroatien plant die Errichtung einer Gedenkkirche auf dem Gelände.

## Bekannte politische Häftlinge
Zeit des kommunistischen Jugoslawien
- Lovro von Matačić (1899–1985), Dirigent und Komponist
- Ćiril Kos (1919–2003), römisch-katholischer Bischof
- Vlado Gotovac (1930–2000), Dissident, Dichter und Politiker
- Stjepan Mesić (* 1934), letzter jugoslawischer Präsident und ehemaliger kroatischer Staatspräsident
- Marko Veselica (1936–2017), jugoslawischer Dissident und kroatischer Politiker
- Ante Bruno Bušić (1939–1978), prominenter Gegner Jugoslawiens

## Galerie

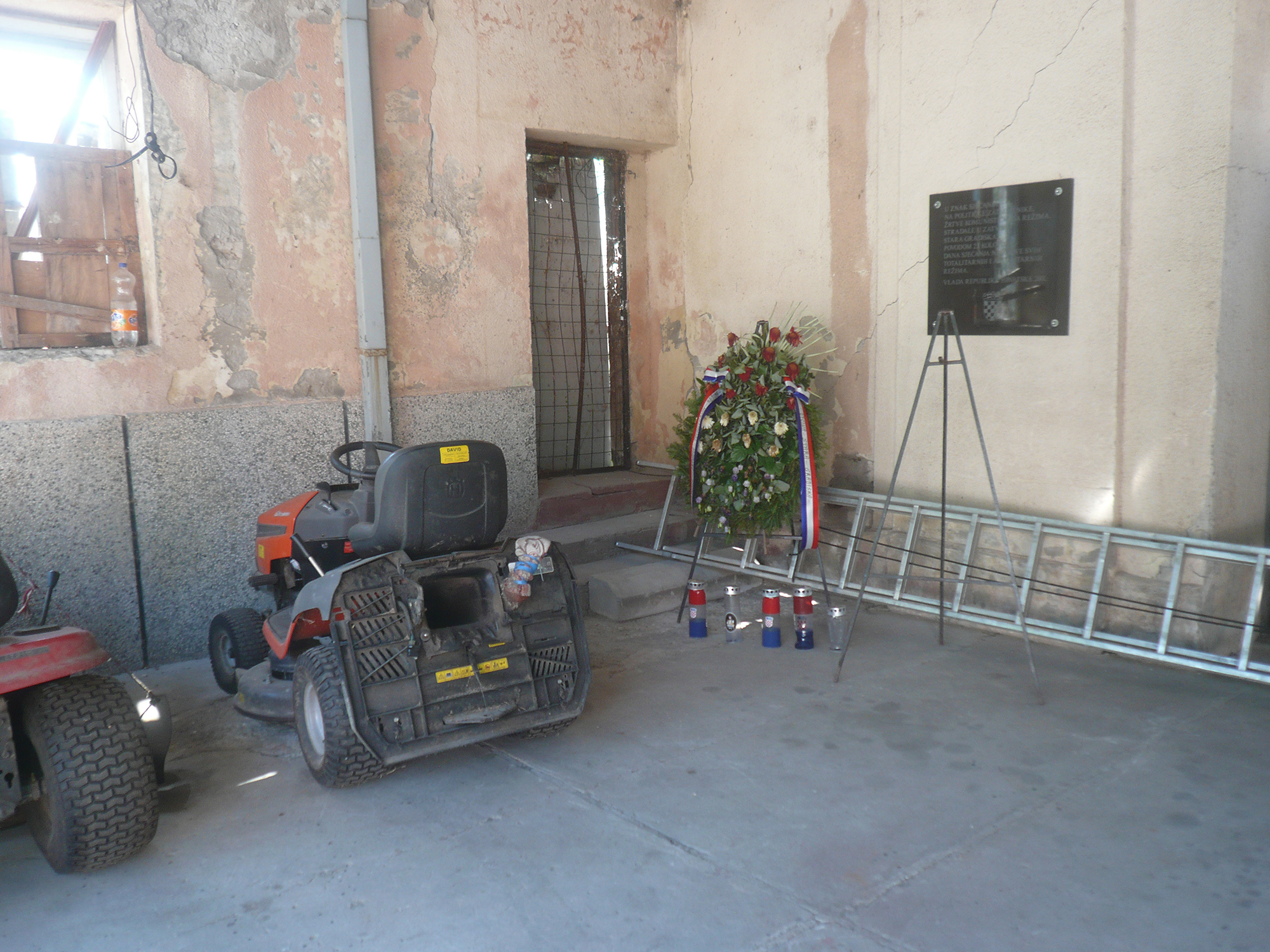
Gedenktafel und Kranz am ehemaligen Haupteingang
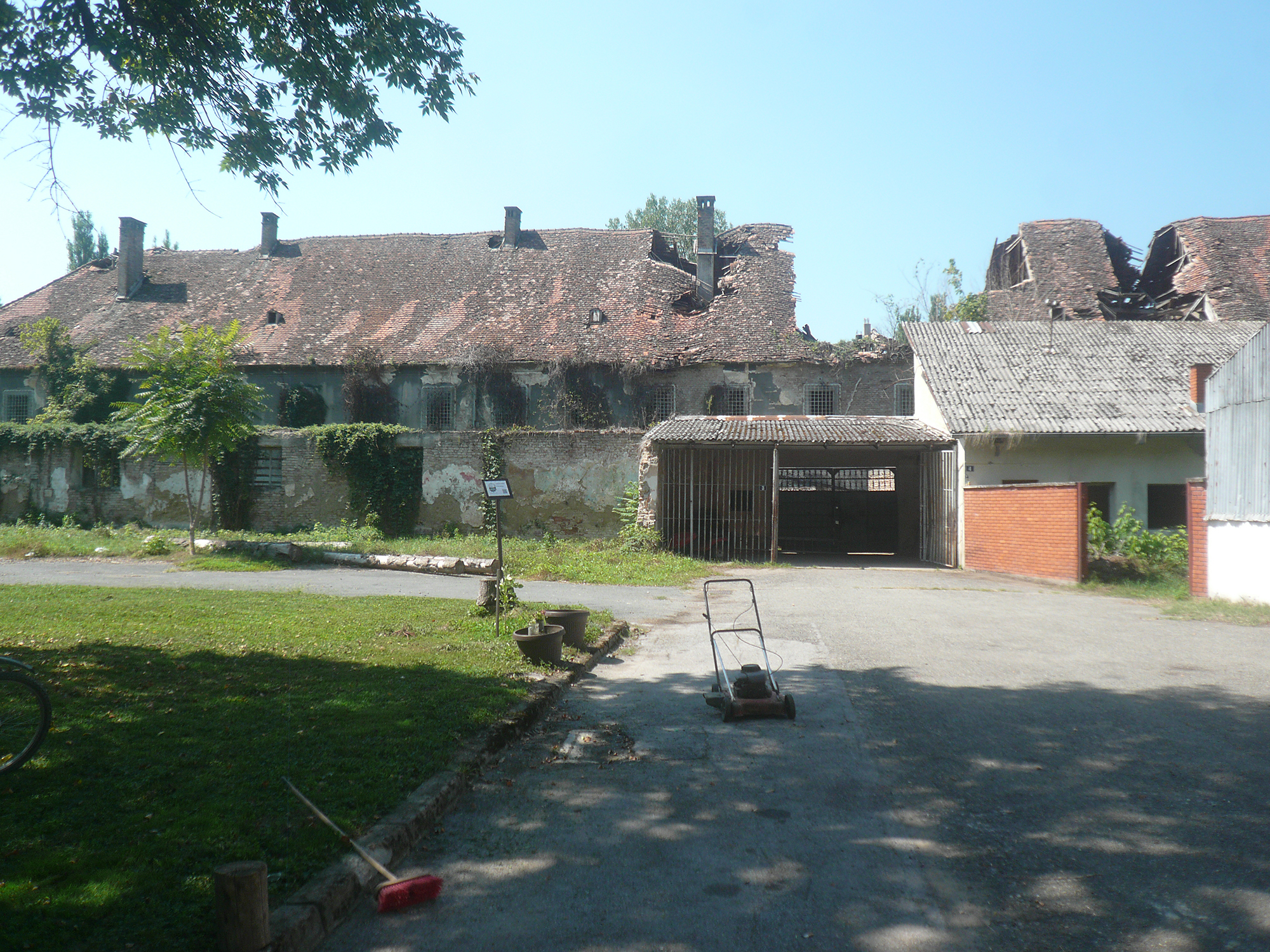
Ehemaliger Haupteingang
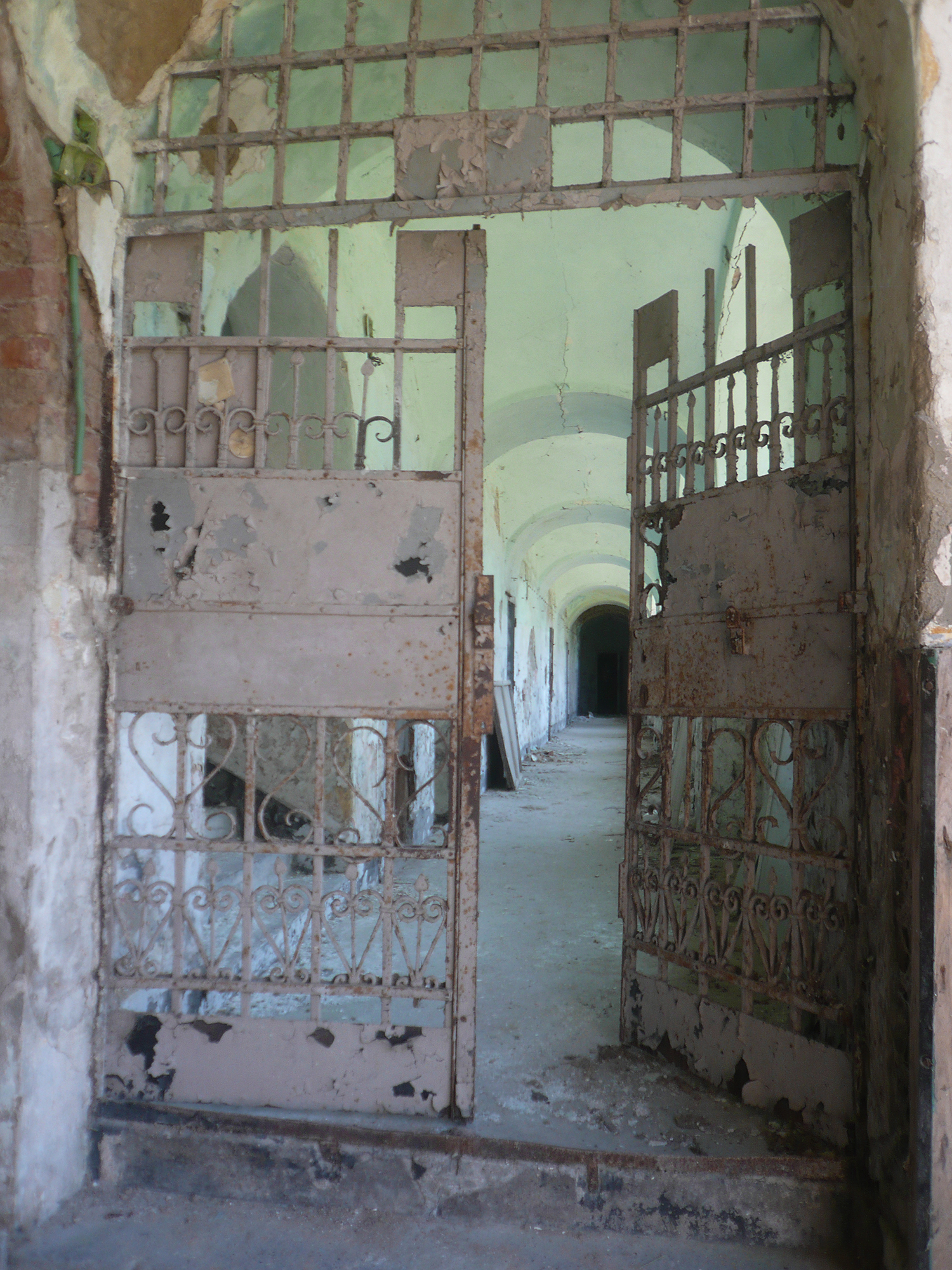
Gangtür im Zellenblock
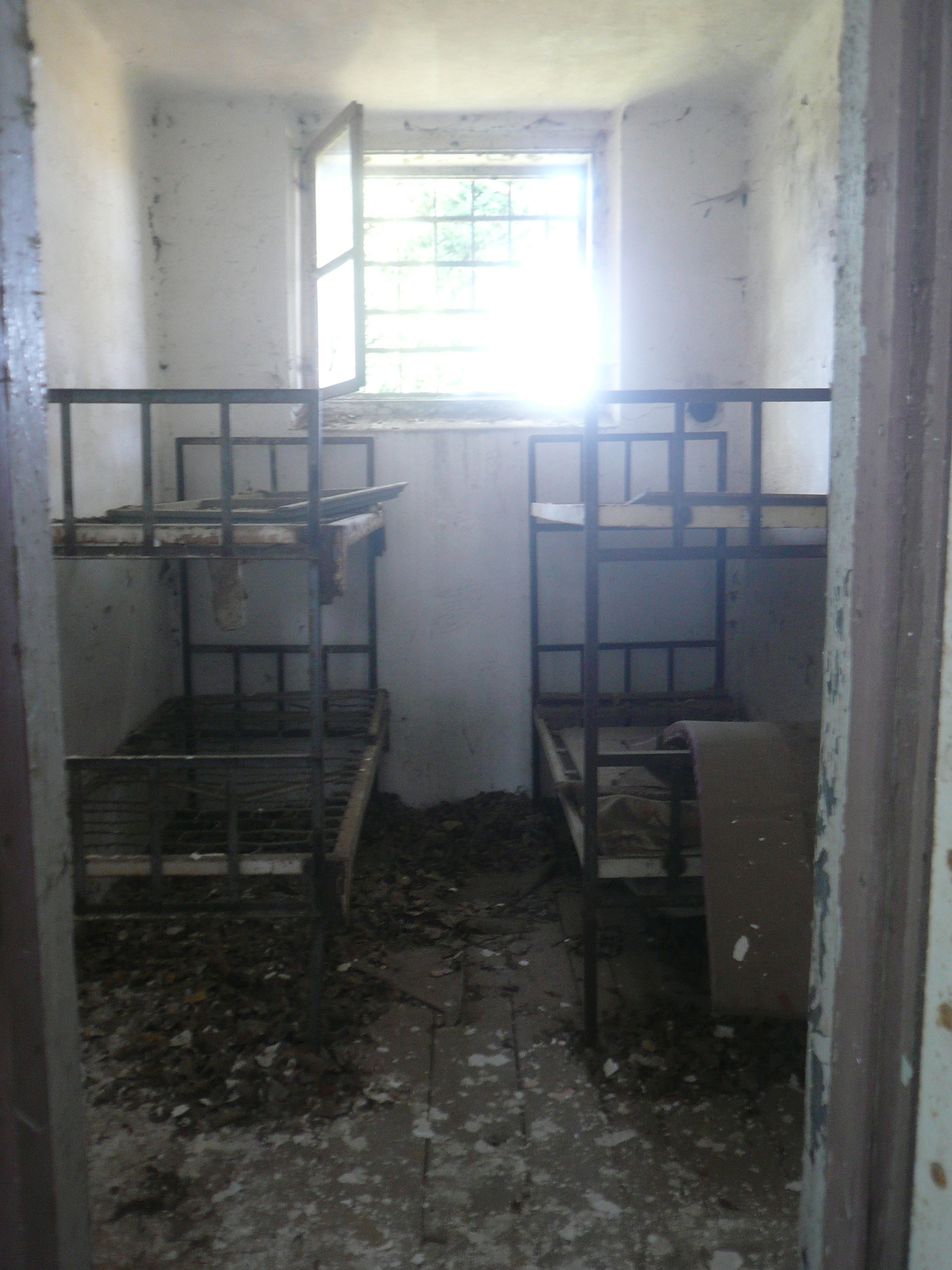
Zelle mit Bettgestellen
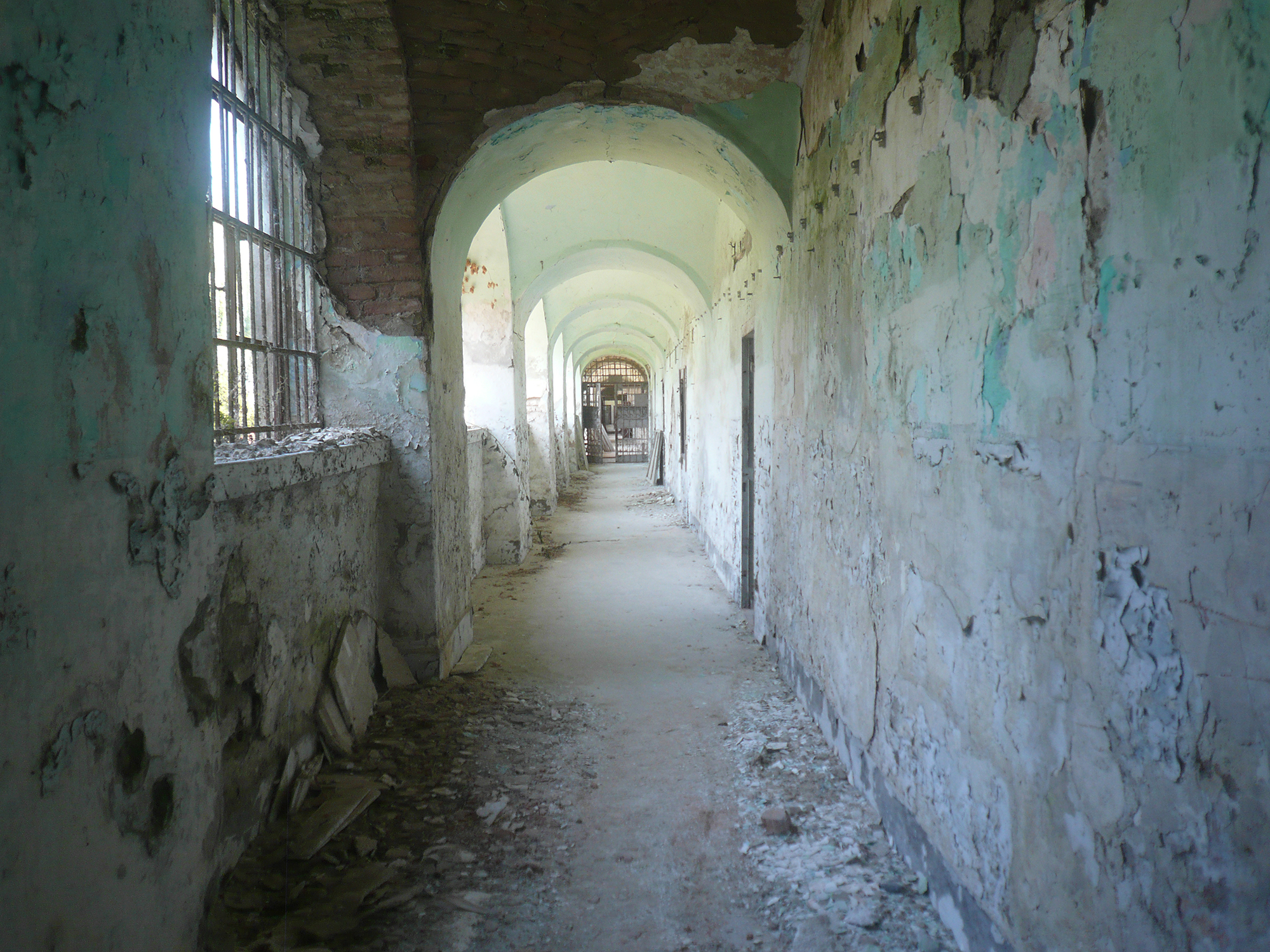
Wände im Zellenblock
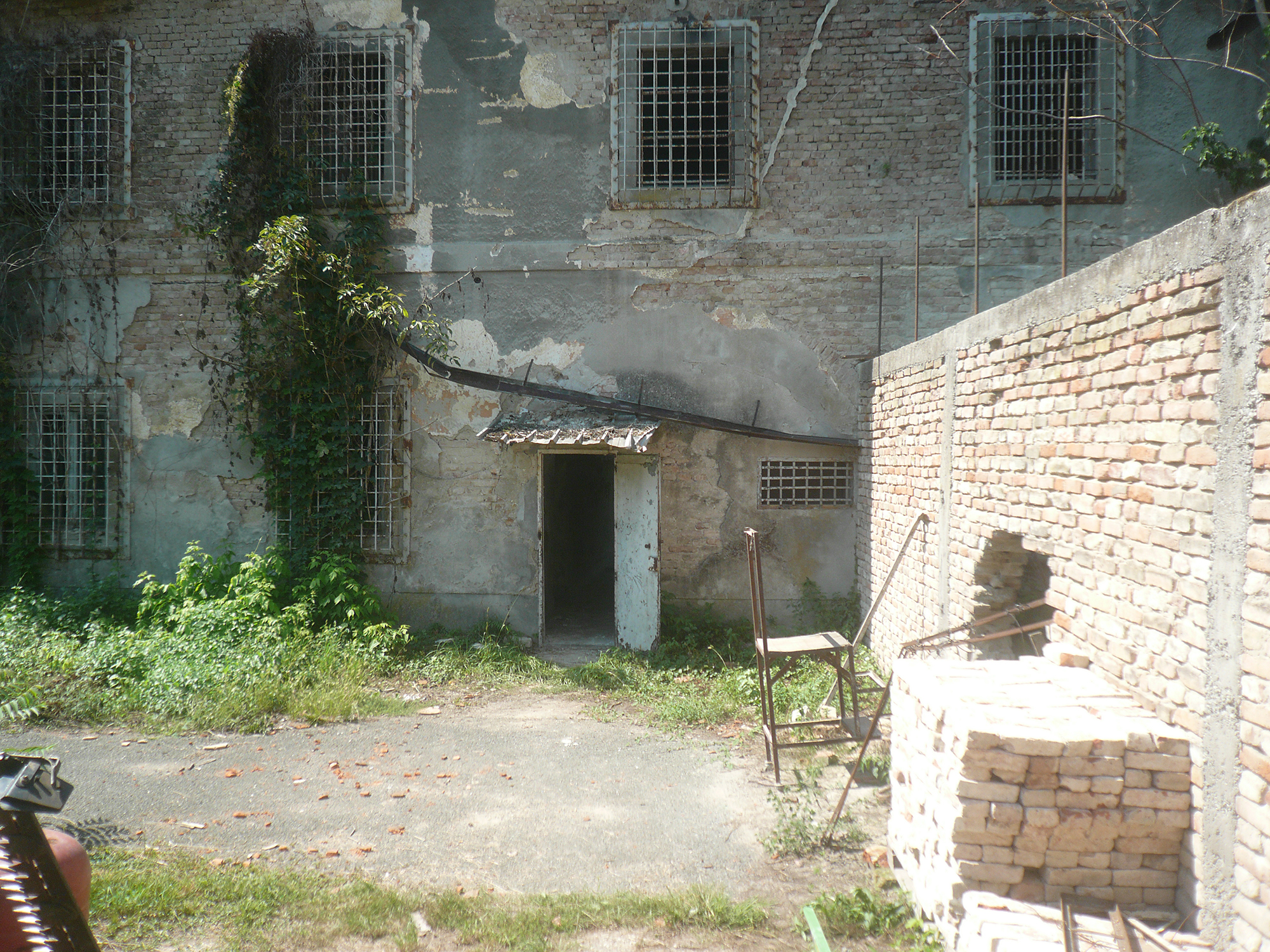
Beim Haupteingang
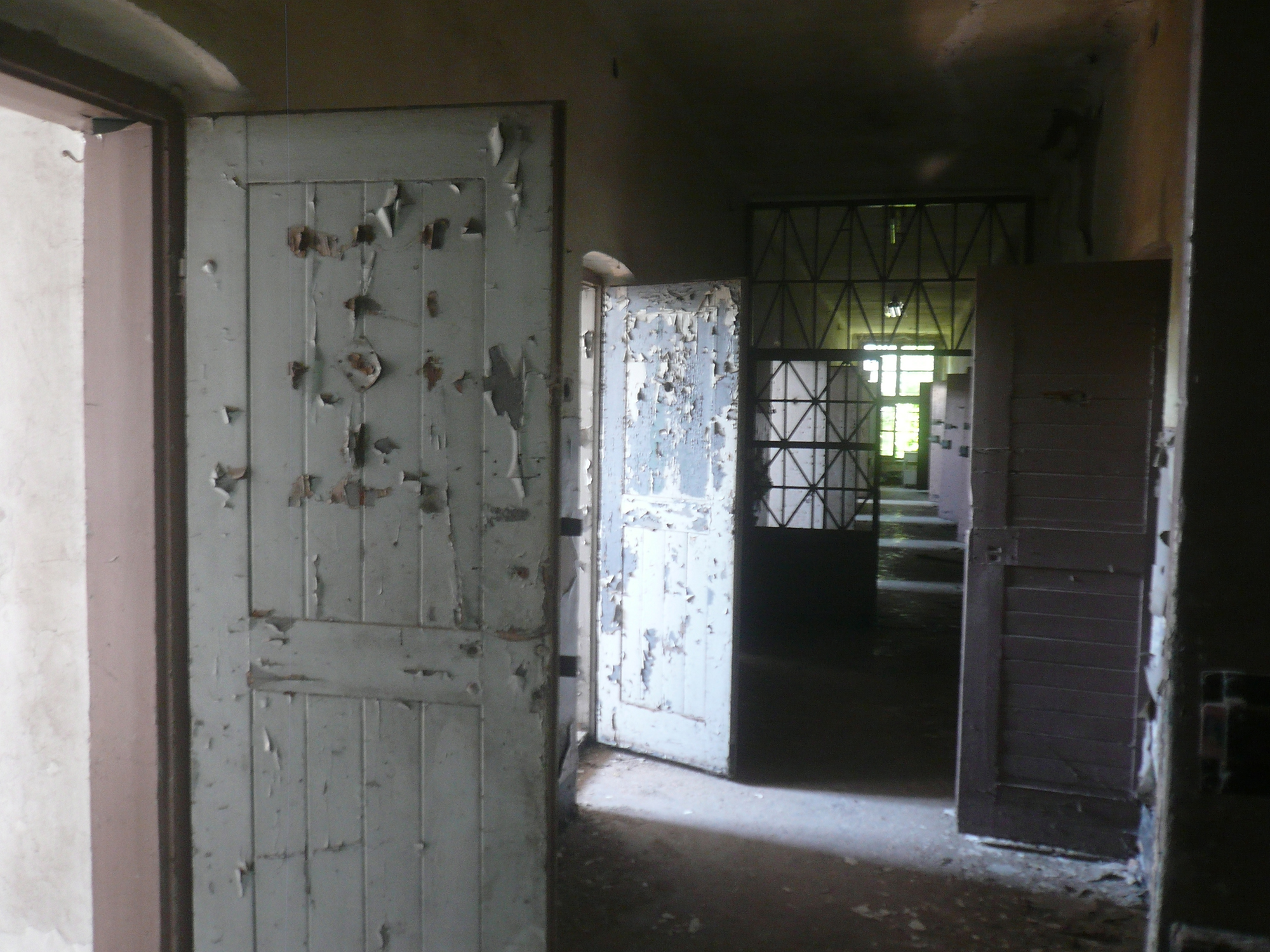
Zellentrakt
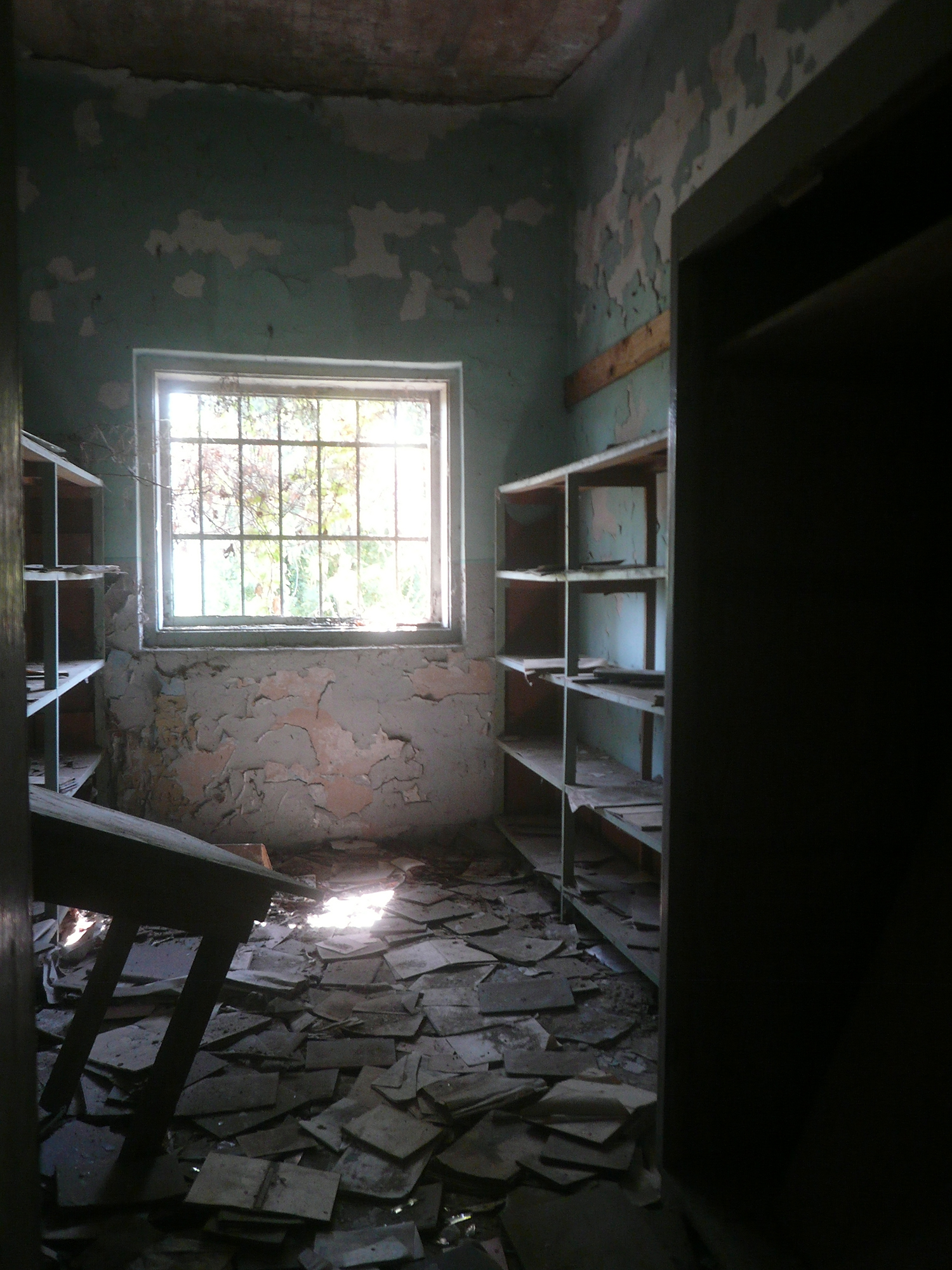
Gefängnisbibliothek
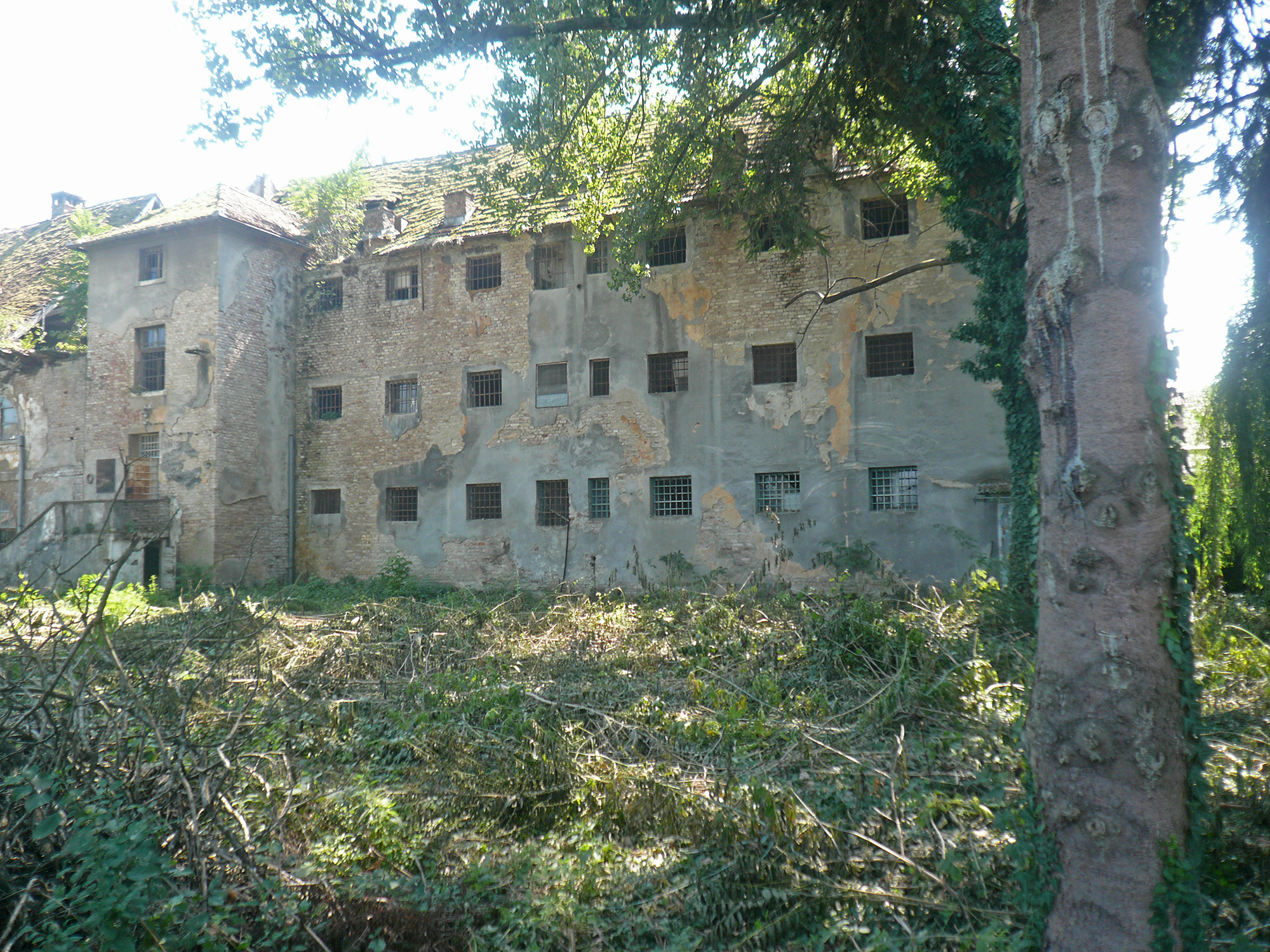
Gebäude
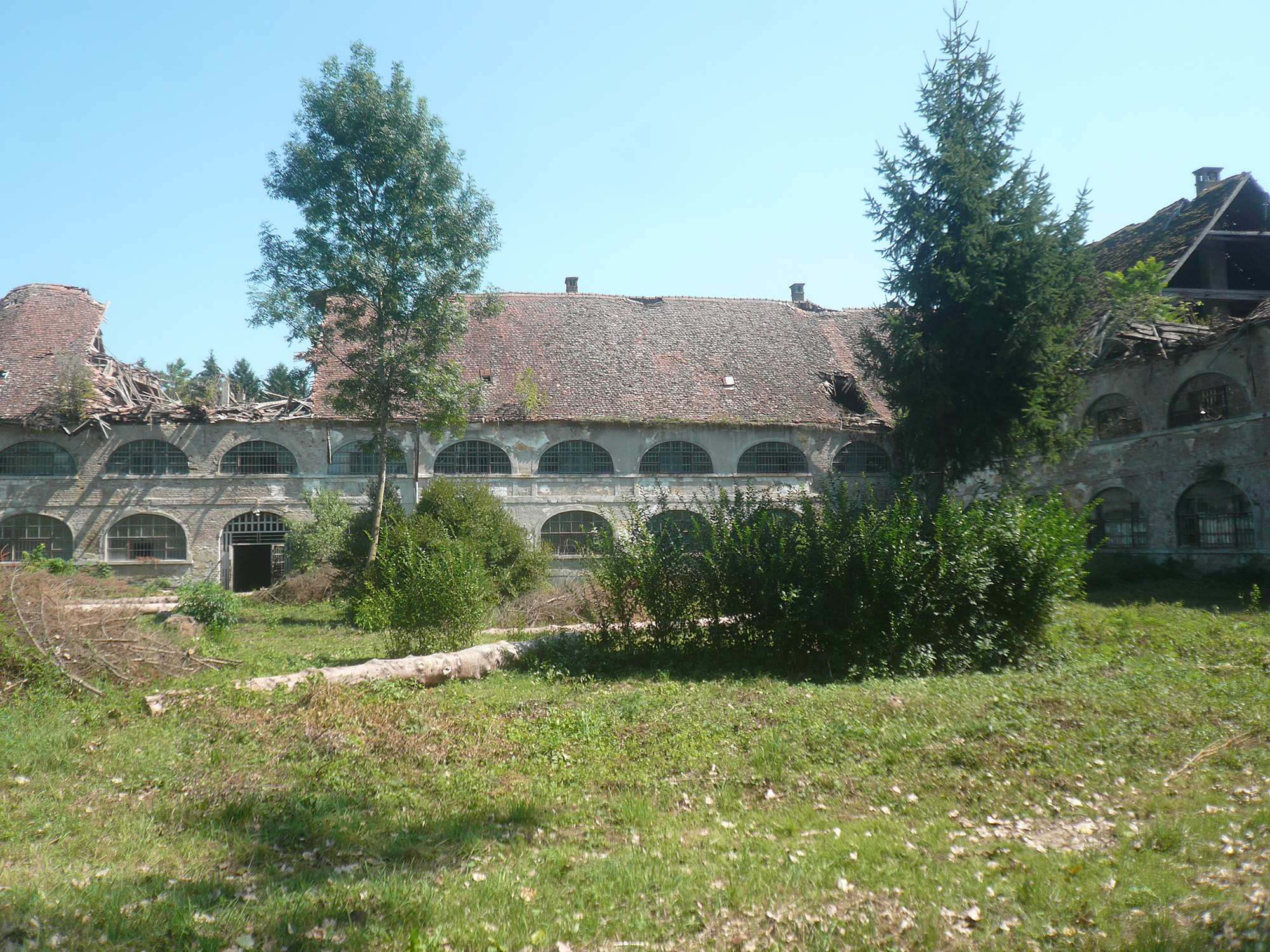
Gefängnishof
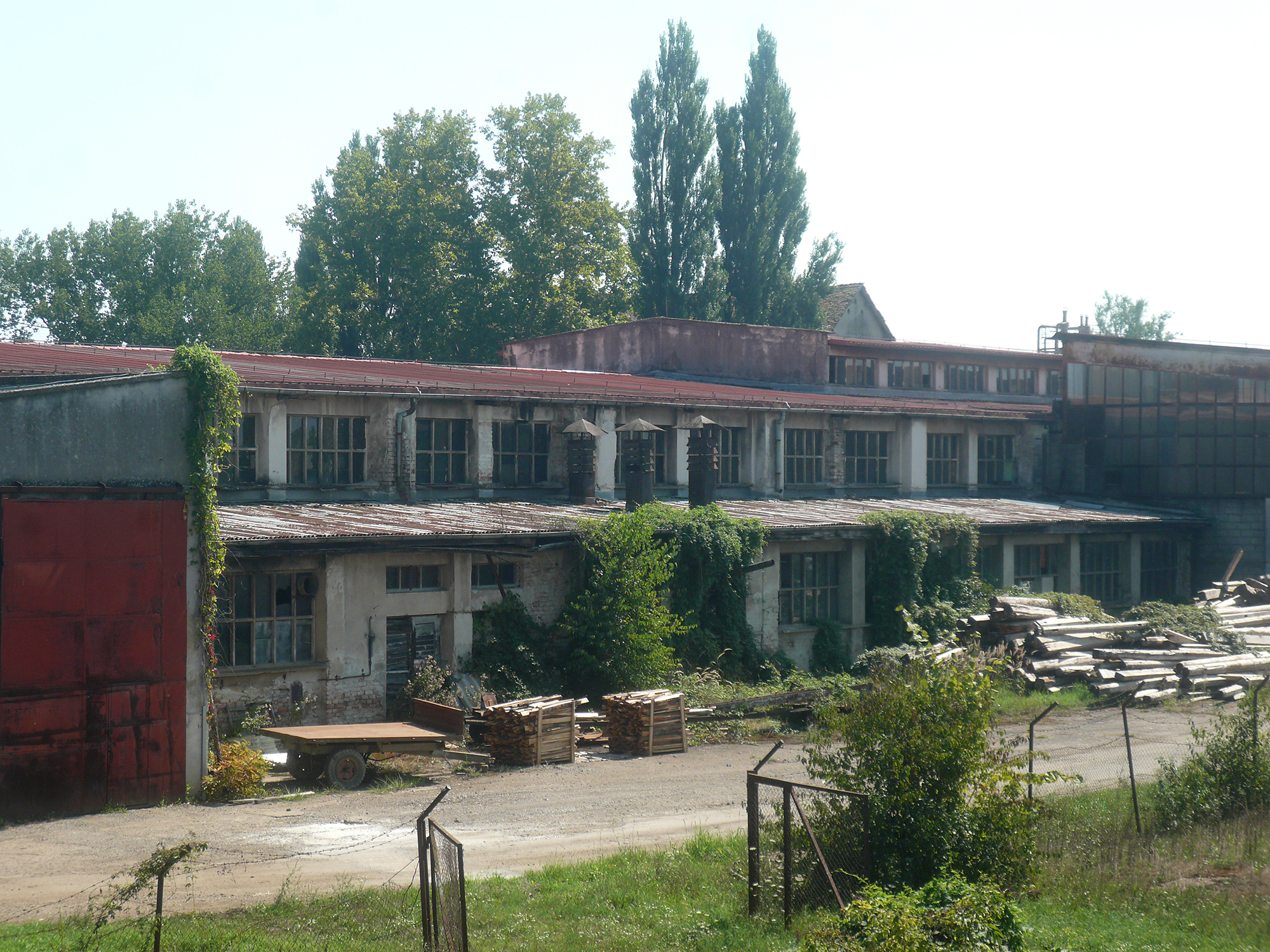
Gefängnisfabrik
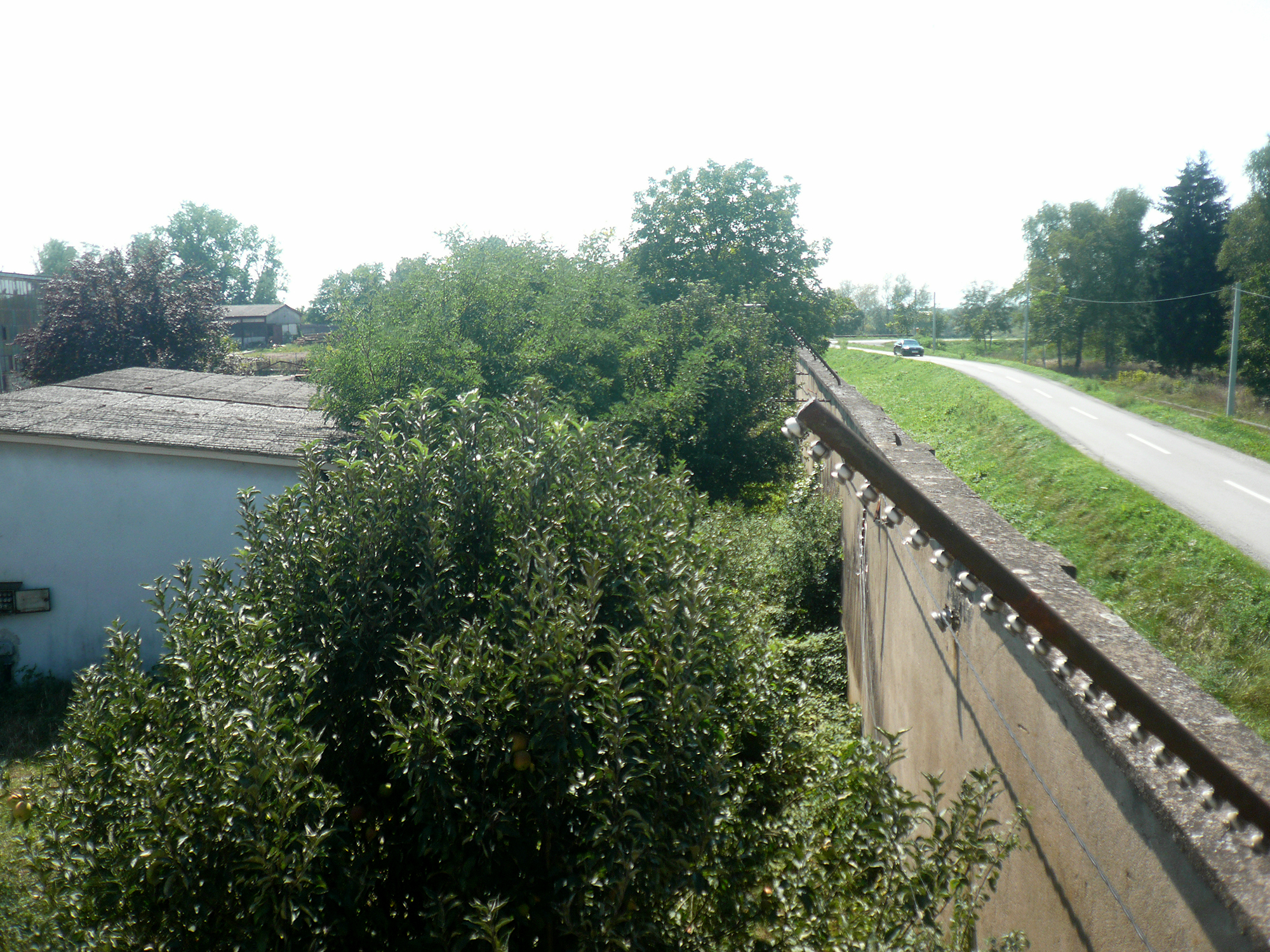
Blick von einem Wachturm auf die Außenmauer